# Död räkning

Om man utgår från positionen klockan 0900 kan man, om farkostens fart och riktning är känd, med hjälp av död räkning beräkna de övriga positionerna.

Död räkning är en metod för navigation som används i sjöfart och luftfart. Principen för död räkning är att om man vet hur länge, hur fort och åt vilket håll man har förflyttat sig från en viss punkt så vet man också var man befinner sig.

## Metod
Död räkning utförs genom att man med hjälp av logg och klocka beräknar hur lång sträcka man förflyttat sig från utgångspunkten och med hjälp av en kompass uppskattar i vilken riktning man har färdats. Därmed kan man dra en linje på sjökortet och fastställa en beräknad position eller utföra motsvarande trigonometriska beräkning.

### Problem
Flera felkällor påverkar beräkningen och eftersom man utgår från en tidigare känd position kommer felen att ackumuleras, om man inte har möjlighet att kontrollera positionen på andra sätt. Framförallt behöver kurs och fart genom vatten eller luft inte motsvara kurs och fart över grund eller markyta, beroende på strömmar och vindar. Dessa kan sällan mätas, utan måste uppskattas. Avdrift på grund av vind och vågor gör att inte ens kurs genom vatten sammanfaller med styrd kurs. Därtill kommer sedvanliga mätfel och svårighet att hålla rätt kurs, i synnerhet i sjögång.
Vid död räkning till sjöss är kurs genom vatten, fart genom vatten, avdrift, kurs över grund och fart över grund centrala begrepp. Motsvarande begrepp används för flyg. Det finns olika metoder för att uppskatta felkällorna och korrigera för dem, men en position man fått genom död räkning räknas i allmänhet som mycket mindre säker än en man fått genom direkta observationer.

## Användning
Död räkning användes främst innan GPS-systemet skapades. Vid dåligt väder på öppet hav kan man inte få ut någon position genom astronomisk navigation med sextant, utan måste istället använda sig av död räkning från den senast kända positionen, om man inte har tillgång till satellitnavigator, radiofyrar eller liknande. Död räkning används fortfarande av ubåtar i undervattensläge, då de inte kan använda sig av GPS-systemet. Likaså måste död räkning användas av mindre båtar utan satellitnavigator, då de skall hitta i mörker eller nedsatt sikt, eller i båtar med sådan då den inte fungerar. Död räkning används också för att göra rimlighetsbedömning av det värde elektroniken visar. Motsvarande beräkningar görs i förväg för att beräkna vilken kurs man skall styra, med beaktande av förväntad ström och vind.